# تاس‌ماهی‌وارها
تاس‌ماهی‌وارها (نام علمی: Acipenseroidei) نام یک زیرراسته از راسته تاس‌ماهی‌سانان است.